# Nordby Kirke (Fanø)
 For alternative betydninger, se Nordby Kirke. (Se også artikler, som begynder med Nordby Kirke)
Nordby Kirke er en kirke i Nordby på Fanø.
Nordby Kirke er i dansk sammenhæng en usædvanlig kirke. Kirkerummet er tværstillet og uden opdeling i skib og kor. Oprindelig var prædikestolen endog placeret oven over alterbordet, som det var mode i 1700-tallet.
Kirken er opført 1786. En bygmester fra egnen, Peder Friisvad fra Varde, forestod byggeriet. Han har skabt en velproportioneret bygning i klassicistisk stil. Kirkebygningen er et eksempel på, at der også i kongerigets yderkanter kunne skabes arkitektur med sikker formsans efter det sene 1700-tals idealer: ædel enkelhed og stilfærdig storhed.
Den nuværende kirke afløste sognets gamle kirke i Rindby. Ligesom forgængeren bar den navnet Fanø Kirke. Fanø er oprindelig kun navnet på den del af øen, der hører til Nordby Sogn. Kirken i Rindby lå på den kirkegård, som stadig findes der.
Det var en traditionel middelalderkirke med kor, skib og tårn. Gennem årene blev den udvidet med tre tilbygninger på nordsiden. Det er første fase af en udvikling, der fører frem til den særlige kirketype, man finder på Fanø. På Rømø kan man stadig se dette stadium, den gamle middelalderkirke med tilbygninger. I Sønderho Kirke finder man mellemstadiet; her har den nordre halvdel af kirkerummet stadig karakter af et tillæg til hovedskibet i den søndre halvdel. I Nordby Kirke har bygmesteren placeret alter og prædikestol centralt midt på sydvæggen og indrettet hele rummet herefter.
Af inventaret er det ni fornemme kirkeskibe – det ældste fra omkring 1700 og det yngste fra 1966 – iøjnefaldende.
Døbefonten er en malmfont fra midten af 1400-tallet.
Altertavle og prædikestol er fra 1620.
To ammestole, dvs. to bænke til ammende kvinder, befinder sig ved nordvæggens hjørner.
Orgelet stammer fra 1844 og er skænket af Christian 8. Det har tolv stemmer og er bygget af Marcussen og Reuter.
d. 1. august 2019 blev Nordby Sogn og Sønderho Sogn slået sammen til det nuværende Fanø Sogn.

## Eksterne kilder og henvisninger
- Wikimedia Commons har flere filer relateret til Nordby Kirke (Fanø)
- Nordby Kirke hos KortTilKirken.dk
- Nordby Kirke i bogværket Danmarks Kirker (udg. af Nationalmuseet)
- (historisk) Nordby Gamle Kirke i bogværket Danmarks Kirker (udg. af Nationalmuseet)